# Robert Wight
Robert Wight (Milton, 6 luglio 1796 – Grazeley Lodge, 26 maggio 1872) è stato un botanico scozzese.

## Biografia
Robert Wight studiò medicina all'Università di Edimburgo, dove seguì le lezioni di Daniel Rutherford. Laureatosi nel 1818, svolse il servizio militare in India (1819) e divenne assistente chirurgo per la Compagnia britannica delle Indie orientali a Madras, carica che mantenne fino al 1826.
Divenne naturalista all'Istituto di Botanica di Madras. Dal 1828 al 1831 fu chirurgo della guarnigione britannica della città. Nel 1834 divenne chirurgo della città.
Dal 1836 si dedicò alla coltura del tabacco e del cotone. Dal 1851 al 1853 diresse una piantagione sperimentale di cotone a Coimbatore. Divenne membro della Royal Society nel 1855.
È autore di varie opere, tra le quali si segnalano: Illustrations of Indian botany  (due volumi, 1841-1850), Icones plantarum Indiæ orientalis (sei volumi, 1840-1856) e Spicilegium neilgherrense (due volumi, 1846-1851).

## Eponimia
Generi

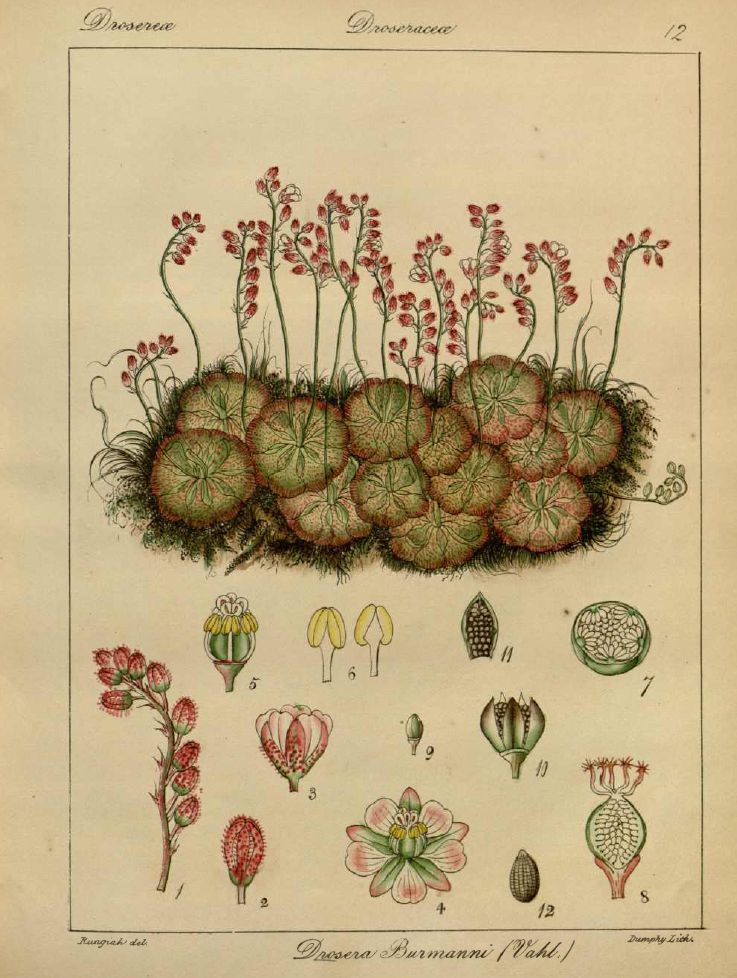
Drosera burmanni, disegno tratto dallo "Spicilegium Neilgherrense"

- (Asteraceae) Wightia Spreng. ex DC.[2]
- (Scrophulariaceae) Wightia Wall.[3]

Specie
- (Acanthaceae) Eranthemum wightianum Wall.[4]
- (Agavaceae) Agave wightii J.R.Drumm. & Prain[5]
- (Amaranthaceae) Aerva wightii Hook.f.[6]
- (Anacardiaceae) Holigarna wightii N.P.Balakr.[7]
- (Annonaceae) Goniothalamus wightii Hook.f. & Thomson[8]
- (Apiaceae) Bupleurum wightii Koso-Pol.[9]
- (Araceae) Arisaema wightii Schott & C.E.C.Fisch.[10]
- (Arecaceae) Saguerus wightii H.Wendl. & Drude[11]
- (Asclepiadaceae) Oxypetalum wightianum Hook. & Arn.[12]
- (Asteraceae) Oiospermum wightianum DC.[13]
- (Boraginaceae) Tournefortia wightii C.B.Clarke[14]
- (Burseraceae) Commiphora wightii Arn.) Bhandari[15]
- (Campanulaceae) Campanula wightii Gamble[16]
- (Caprifoliaceae) Viburnum wightianum C.B.Clarke[17]
- (Celastraceae) Lophopetalum wightianum Arn.[18]
- (Commelinaceae) Commelina wightii Raizada[19]
- (Connaraceae) Connarus wightii Hook.f.[20]
- (Convolvulaceae) Convolvulus wightii Wall.[21]
- (Clusiaceae) Calophyllum wightianum Wall.[22]
- (Combretaceae) Combretum wightianum Wall.[23]
- (Crassulaceae) Kalanchoe wightianum Wall.[24]
- (Cucurbitaceae) Gynostemma wightianum Benth. & Hook.f.[25]
- (Cyperaceae) Hypolytrum wightianum Boeckeler[26]
- (Dilleniaceae) Acrotrema wightianum Wight & Arn.[27]
- (Ericaceae) Ceratostema wightianum Griff.[28]
- (Eriocaulaceae) Eriocaulon wightianum Mart.[29]
- (Gentianaceae) Exacum wightianum Arn.[30]
- (Lycopodiaceae) Diphasiastrum wightianum (Wall. ex Hook. & Grev.) Holub[31]
- (Malvaceae) Gossypium wightianum Tod.[32]
- (Melastomataceae) Memecylon wightianum Triana[33]
- (Menispermaceae) Coscinium wightianum Miers[34]
- (Menyanthaceae) Limnanthemum wightianum Griseb.[35]
- (Moraceae) Urostigma wightianum Miq.[36]
- (Myrtaceae) Syzygium wightianum Wall.[37]
- (Ochnaceae) Diporidium wightianum Kuntze[38]
- (Orchidaceae) Saccolabium wightianum Lindl.[39]
- (Poaceae) Panicum wightianum Arn. & Nees ex Nees[40]
- (Polypodiaceae) Polypodium wightianum Wall.[41]
- (Pteridaceae) Acrostichum wightianum Wall.[42]
- (Ranunculaceae) Thalictrum wightianum Greene[43]
- (Rosaceae) Pygeum wightianum Blume[44]
- (Santalaceae) Thesium wightianum Wall.[45]
- (Sapotaceae) Mastichodendron wightianum (Hook. & Arn.) H.J.Lam[46]
- (Solanaceae) Solanum wightianum Rydb.[47]
- (Stylidiaceae) Stylidium wightianum Wall.[48]
- (Urticaceae) Elatostema wightianum Wedd.[49]
- (Santalaceae) Viscum wightianum Wight & Arn.[50]
- (Zingiberaceae) Zingiber wightianum Thwaites[51]

| Wight è l'abbreviazione standard utilizzata per le piante descritte da Robert Wight. Consulta l'elenco delle piante assegnate a questo autore dall'IPNI. |